# Битва за Глину (1942)
Битва за Глину в октябре 1942 года (сербохорв. Битка за Глину октобра 1942. / Bitka za Glinu oktobra 1942.) — первое сражение за хорватский город Глину между силами Народно-освободительной армии Югославии и армией Независимого государства Хорватии, состоявшееся со 22 по 23 октября 1942 года. Штурм окончился неудачно для югославов.

## Предыстория
В течение лета и осени воинские формирования 1-й оперативной зоны Хорватии, которая охватывала территории Лики, Кордуна и Бановины, усиленно пополнялись вспомогательными частями. С июля по сентябрь 1942 года было образовано семь бригад, которые были способны проводить сложные военные операции. Главный штаб НОАЮ в Хорватии приказал группе бригад совершить нападение на ряд гарнизонов в Бановине, рассчитывая на фактор внезапности и низкую боеспособность хорватских частей. Четыре бригады — 1-я ликская, 5-я кордунская, 7-я и 8-я банийские — получили задание напасть на город Глина.

## Ход битвы
Внешняя линия обороны города состояла из выкопанных вокруг города рвов, в которых в течение ночи были спрятаны усташские засады. Согласно плану, три батальона 1-й ликской пролетарской ударной бригады атаковали с восточной стороны около села Погледича, а затем со стороны железнодорожной станции наносили удар в центр Глины. Два батальона 7-й банийской бригады атаковали с севера через село Юкинец и проходили далее по мосту. Атака должна была состояться в полночь, однако из-за погодных условий и отставания частей приказ о наступлении для 1-й ликской бригады дошёл только в 1:30.
Нападение продвигалось успешно через внешние линии обороны, однако на подступах у города атакующая волна остановилась. Батальоны 1-й ликской бригады потеряли очень много времени: по сводкам Оперативного штаба, 2-й батальон 1-й ликской бригады вёл себя пассивно, не вступая в бои и ограничившись занятием пустого квартала города. 1-й батальон понёс большие потери, не сумев разгромить артиллерийскую батарею на правом фланге. Батальоны 7-й банийской бригады добрались до центра города и здания суда, однако гарнизон оборонялся очень уверенно, обладая пространством для манёвров, и даже готовился к контратаке. 
Партизанские войска не добились большого успеха, не ослабив силы противника. Оперативный штаб расценил операцию как проваленную по причине огромных потерь. Однако и усташские соседние гарнизоны даже не попытались прорвать блокаду Глины. В ночь с 22 на 23 октября после серии безуспешных попыток дальнейшего наступления партизаны приняли оставить город, несмотря на попытку помощи от 8-й банийской бригады.

## Результаты и причины неудач
По данным независимого государства Хорватии, гарнизон потерял пять человек убитыми и 12 ранеными, ещё три попали в плен. По данным НОАЮ, партизаны уничтожили 50 солдат противника, ранив огромное количество усташских боевиков, и захватили в плен 12 человек. Один из домобранцев, один усташ и два жандарма — 4 пленных — были осуждены и расстреляны. Восемь пленных добровольно перешли на сторону партизан.
Сами потери партизан составили 20 убитыми и 40 ранеными, ещё два человека пропали без вести. Причиной таких потерь и неудовлетворительного результата Оперативный штаб назвал неслаженные действия, отсутствие взаимной поддержки и плохую логистику. По анализам, выяснилось, что и штабы батальонов, и штабы бригад плохо распоряжались войсками. По воспоминаниям Йово Поповича, армия допустила ряд просчётов:
- контрразведка партизан допустила утечку информации, и усташи заранее приготовились к атаке;
- подразделения сильно устали во время перехода к городу;
- разведка партизан сама допустила несколько ошибок и не установила точную численность и расстановку гарнизона;
- форсирование реки Мая далось очень тяжело и забрало много сил у партизан;
- ликские батальоны плохо знали местность;
- партизаны банально недооценили противника.

Позднее штаб НОАЮ в Хорватии сделал выводы, и уже в Бихачской операции все бригады действовали более эффективно.

## Военные преступления
Гарнизон города, по свидетельству жупана Йосипа Тройера, министра внутренних дел НГХ, вёл себя жестоко по отношению к местному населению: около 400 мужчин и женщин были убиты во время боя самими же усташами, которые подозревали тех в сговоре с партизанами.